# Triplectides jaffueli
Triplectides jaffueli är en nattsländeart som beskrevs av Luisa Eugenia Navas 1918. Triplectides jaffueli ingår i släktet Triplectides och familjen långhornssländor. Inga underarter finns listade i Catalogue of Life.